# ロレンソ了斎
ロレンソ了斎（ロレンソりょうさい、大永6年〈1526年〉 - 天正19年12月20日〈1592年2月3日〉）は、戦国時代から安土桃山時代にかけての日本人イエズス会員。名説教家として知られ、精力的な布教活動を行い、当時の日本におけるキリスト教の拡大に大きな役割を果たした。ロレンソ、ロレンソ了西と表記されることも。

## 生涯
大永6年（1526年）、肥前国松浦郡平戸島の白石（現在の長崎県平戸市白石）に生まれる。目が不自由であったため、琵琶法師として生計を立てていたが、天文20年（1551年）に周防国山口の街角でフランシスコ・ザビエルの話を聞きキリスト教に魅力を感じ、ザビエルの手によって洗礼を授かり、ロレンソという洗礼名を受けた。
ロレンソはザビエルが日本を離れた後もイエズス会の宣教師たちを助け、キリスト教の布教活動に従事した。永禄2年（1559年）、コスメ・デ・トーレスの命を受けガスパル・ヴィレラと共に京に入り、苦労の末に将軍・足利義輝に謁見し、キリスト教布教許可の制札を受けた。また、当時の京都の実質的な支配者だった三好長慶にも会い布教許可を得た。さらにキリスト教に対し好意的でなかった松永久秀が、宗論のためにヴィレラを自らの領地である奈良に招いた時には、ヴィレラ自身が赴くのは危険すぎるということでロレンソが派遣された。ここでロレンソは理路整然と仏僧を論破し、その疑問にことごとく答えた。論議の審査のため、その場に居合わせた高山友照はこれに感心し、自らの城にロレンソを招き教えを請い、友照は子の高山右近や家臣などと共にヴィレラから洗礼を受けた。
永禄元年（1558年）籠手田アントニオの要請を受けて、ヴィレラ師と共に 肥前国松浦郡の度島に来ていた ロレンソ修道士が、平戸に赴き、仏僧の話を聞いた後、何がしかの疑問についての問答無用の論議をかわし撃破する。
永禄6年（1563年）に正式にイエズス会に入会、修道士（イルマン）となった。
永禄8年（1565年）には九州に赴いて宣教活動を行い、同12年（1569年）に再び畿内へ戻った。ここで織田信長から布教の許可を得ることができ、ルイス・フロイスとともに信長の面前で反キリシタンの論客であった日蓮宗の僧・朝山日乗と議論を行った。
天正15年（1587年）、豊臣秀吉によるバテレン追放令を受けて九州へと移り、天正19年12月20日（1592年2月3日）に長崎で死去した。
琵琶法師として日本の伝統文化や仏教・神道の知識が深かったロレンソは、その知識を生かしてキリスト教を布教し、戦乱の世にあって救いを求め、キリスト教の教えを知ろうとした多くの人々の疑問に答えた。当時の畿内や九州で多くの洗礼者が出たことはロレンソの布教活動に負うところが大きい。

## 登場する作品
- 山田風太郎『盲僧秘帳』
- NHK大河ドラマ『信長 KING OF ZIPANGU』（演：稲川淳二）
- 『信長のシェフ』（テレビドラマ版では川鶴晃裕が演じた）
- 『軍師官兵衛』（2014年、NHK大河ドラマ、演：秋間登）